# Ліса Місковскі
Лі́за Мішко́вскі (швед. Lisa Miskovsky, чеськ. Lisa Miškovský, 9 березня 1975, Гольмсунд, Швеція) — шведська співачка та авторка пісень. На початку кар'єри переважно виконувала пісні у жанрі попрок, наразі виконує переважно софтрок та легку музику. Лауреат численних музичних премій національного значення: володарка Grammis у номінації «Найкраща поп-співачка» (2003), переможниця у номінаціях премії Rockbjörnen «Найкраща шведська співачка» (2001, 2003, 2006), «Найкращий альбом» (2006, альбом Changes) та «Найкращий дебютант» (2001).

## Життєпис
Ліса Місковскі народилася у інтернаціональній родині — її батько, геолог Карел Місковскі, був родом з Чехії, а матір з Фінляндії. До 7 класу дівчинка жила у селищі Веннфорс, після чого перебралася до Умео. Перші кроки у музиці Ліса робила у складі рок-гурту Lipstick разом з трьома іншими дівчатами. На великій сцені дебютувала у 26-річному віці з альбомом «Lisa Miskovsky», що був виданий 28 серпня 2001 року лейблом Stockholm Records. Того ж року її було нагороджено двома преміями Rockbjörnen у номінаціях «Найкраща шведська співачка» та «Найкращий дебютант», що, безсумнівно, було значним успіхом для Лізи.
2003 року виходить другий альбом співачки під назвою Fallingwater, що одразу ж підносить Місковскі до еліти шведської поп-музики. Ліса збирає усі провідні індивідуальні музичні нагороди Швеції: її визнають найкращою співачкою країни за версіями одразу двох престижних премій (Grammis та Rockbjörnen), а сам альбом займає 1-шу сходинку у топ-чарті Швеції та отримує статус платинового.
Наступного альбому співачки шанувальникам довелося чекати цілих три роки, втім Ліса не розчарувала їх сподівань і альбом Changes видався не менш успішним, ніж минулий. Він в черговий раз приніс Місковскі звання найкращої співачки Швеції за версією премії Rockbjörnen, а також був визнаний найкращим альбомом у номінації тієї ж премії. Загалом, 2006 рік видався насиченим у творчому житті Лізи, яка окрім видання альбому та численних гастролей взяла участь у записі спільної пісні з метал-гуртом In Flames. Трек отримав назву Dead End та увійшов до альбому «Come Clarity». Ще одним визнанням таланту Місковскі стало присудження їй премії імені Улафа Гегберга за значний внесок у розвиток культури Норрланда.
У 2008 році Ліса Місковскі презентувала саундтрек до відеогри Mirror's Edge під назвою «Still Alive». Ця ж пісня і стала фундаментом нового релізу співачки «Still Alive: The Remixes», що окрім оригінальної версії трека включав ремікси таких відомих ді-джеїв, як Пол ван Дайк, Арманд ван Хелден, Бенні Бенассі, Junkie XL та гурту Teddybears. Того ж року співачка додала до свого активу ще й збірку найкращих пісень з минулих альбомів під назвою «Last Year's Songs — Greatest Hits», яку було видано лейблами Universal Music Group та Stockholm Records.
Четвертий повноформатний сольний альбом Лізи Місковскі «Violent Sky» побачив світ 28 січня 2011 року. Він виявився не таким вдалим, як попередні, і так й не зміг піднятися вище 4-ї сходинки у шведському топ-чарті. На початку 2012 року співачка взяла участь у шведському відбірковому конкурсі Євробачення 2012 з піснею Why Start a Fire?, де посіла дев'яте місце у фінальному раунді.

## Сім'я
Батько — Карел Місковскі, професор геології, в минулому джазовий контрабасист. Чех за походженням. Матір, Пірйо Місковскі, за походженням фінка. Окрім Лізи у сім'ї було ще дві доньки (Ніна та Кароліна). Паралельно з музикою Ліса на серйозному рівні займалася сноубордингом і навіть потрапила до збірної Швеції з цього виду спорту. Саме на змаганнях вона й познайомилася зі своїм майбутнім чоловіком Маріусом Соммером. У 2003 році вони скріпили свої відносини шлюбом, який було укладено на вершині гори. Окрім сноубордингу Маріус займався спортивною психологією. у 2007 році у Лізи народилася донька Ельвіра, а у 2010 — Ельза.

## Дискографія

### Музичні альбоми
| Альбом         | Рік  | Формат | Лейбл                    | № у чарті |
| -------------- | ---- | ------ | ------------------------ | --------- |
| Lisa Miskovsky | 2001 | Альбом | Stockholm Records        | 23        |
| Fallingwater   | 2003 | Альбом | Stockholm Records        | 1         |
| Changes        | 2006 | Альбом | Universal Music Group    | 2         |
| Violent Sky    | 2011 | Альбом | Sony Music Entertainment | 4         |
| Umeå           | 2013 | Альбом | Sony Music Entertainment |           |
| Bottenviken    | 2019 | Альбом | Despotz Records          |           |

### Збірки та альбоми реміксів
| Альбом                            | Рік  | Формат | Лейбл                 | № у чарті |
| --------------------------------- | ---- | ------ | --------------------- | --------- |
| Last Year's Songs — Greatest Hits | 2008 | Альбом | Universal Music Group | 13        |
| Still Alive: The Remixes          | 2008 | Альбом | Nettwerk              | 29        |

### Сингли
| Сингл                     | Рік  | Формат | Альбом                   | № у чарті |
| ------------------------- | ---- | ------ | ------------------------ | --------- |
| Driving One of Your Cars  | 2001 | Сингл  | Lisa Miskovsky           | 14        |
| What If                   | 2001 | Сингл  | Lisa Miskovsky           | 41        |
| Quietly                   | 2002 | Сингл  | Lisa Miskovsky           | -         |
| Lady Stardust             | 2003 | Сингл  | Fallingwater             | 6         |
| Quietly                   | 2004 | Сингл  | Fallingwater             | 26        |
| Brand New Day             | 2004 | Сингл  | Fallingwater             | 59        |
| Mary                      | 2006 | Сингл  | Changes                  | 17        |
| Sweet Misery              | 2006 | Сингл  | Changes                  | 53        |
| Acceptable Losses         | 2006 | Сингл  | Changes                  | -         |
| Another Shape of My Heart | 2008 | Сингл  | Last Year's Songs        | 45        |
| Still Alive               | 2008 | Сингл  | Still Alive: The Remixes | 30        |
| Lover                     | 2010 | Сингл  | Violent Sky              | 59        |
| Got A Friend              | 2011 | Сингл  | Violent Sky              | -         |
| Why Start A Fire?         | 2012 | Сингл  |                          | 15        |

### Співпраця
| Група     | Рік  | Альбом       | Пісні                   |
| --------- | ---- | ------------ | ----------------------- |
| Kent      | 2005 | Max 500      | «Välgärningar & illdåd» |
| In Flames | 2006 | Come Clarity | «Dead End»              |